# ジロ・デ・イタリア 1919
ジロ・デ・イタリア 1919は、自転車競技のロードレース大会であるジロ・デ・イタリアの7回目のレース。1919年5月21日から6月8日まで行われた。全10区間。全行程2984km。第一次世界大戦後、初めて行われたジロ・デ・イタリアの大会である。

## 総合成績
|     | 選手名                   | 国籍     | 時間            |
| --- | ------------------------ | -------- | --------------- |
| 1.  | コスタンテ・ジラルデンゴ | イタリア | 112時間51分29秒 |
| 2.  | ガエターノ・ベッローニ   | イタリア | + 51分56秒      |
| 3.  | マルセル・ビュイス       | ベルギー | + 1時間05分31秒 |
| 4.  | クレメンテ・カネパーリ   | イタリア | + 1時間34分35秒 |
| 5.  | ウーゴ・アゴストーニ     | イタリア | + 1時間39分39秒 |
| 6.  | アンジェロ・グレーモ     | イタリア | + 2時間20分01秒 |
| 7.  | エツィオ・コルライタ     | イタリア | + 4時間12分07秒 |
| 8.  | ラウロ・ボルディン       | イタリア | + 4時間16分32秒 |
| 9.  | ジョスエ・ロンバルディ   | イタリア | + 4時間28分33秒 |
| 10. | ウーゴ・ルッジェーリ     | イタリア | + 6時間03分51秒 |

## 総合首位
| 選手名                   | 国籍         | 首位区間 |
| ------------------------ | ------------ | -------- |
| コスタンテ・ジラルデンゴ | イタリア王国 | 全区間   |